# 아우렐 포포비치

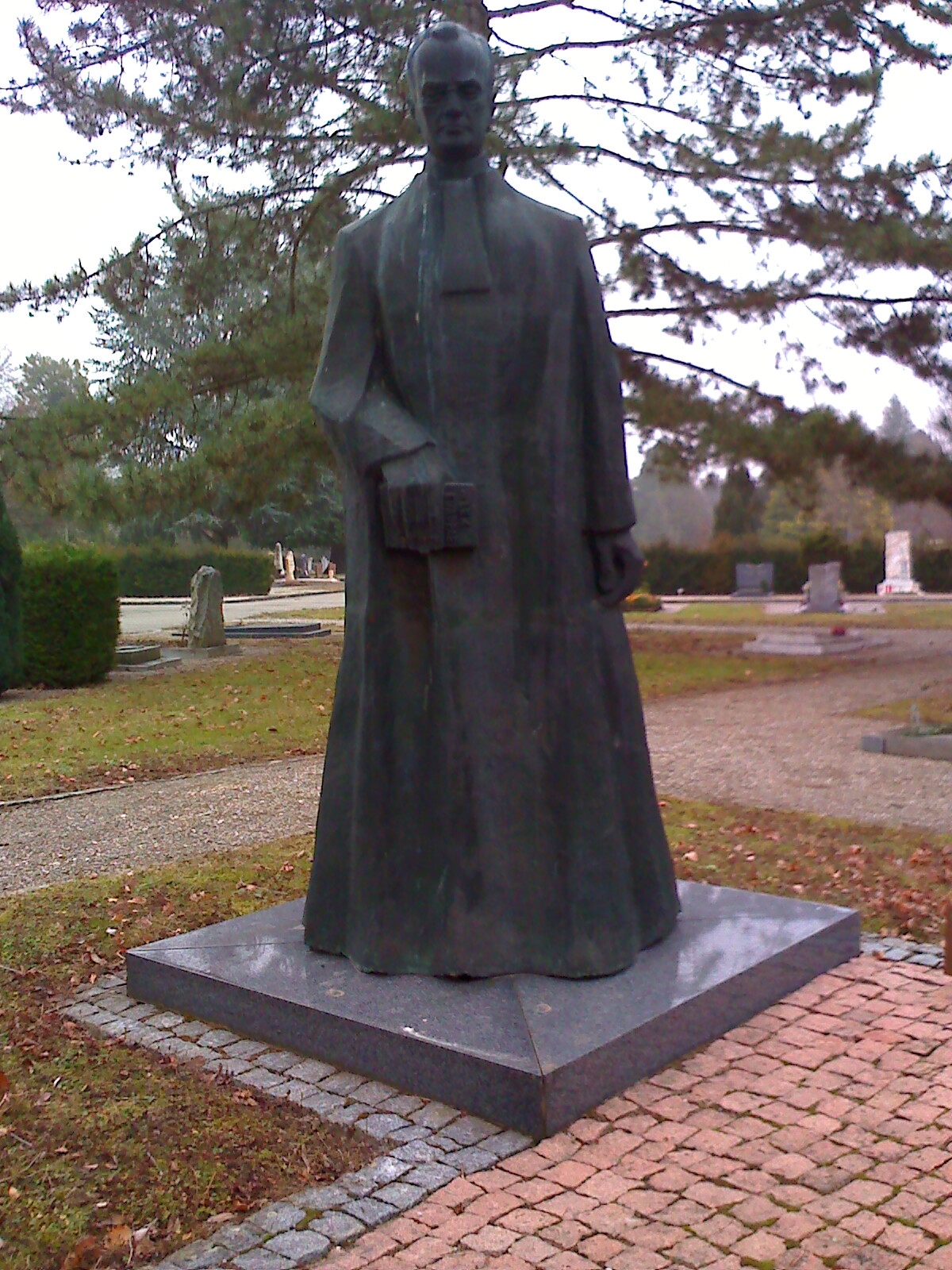
아우렐 포포비치 동상

아우렐 C. 포포비치(루마니아어: Aurel C. Popovici, 1863년 10월 16일 오스트리아 제국(현재의 루마니아) 루고지 ~ 1917년 2월 9일 스위스 제네바)는 오스트리아-헝가리 제국의 정치인 겸 법학자이다.
루마니아의 여러 지식인들과 함께 루마니아 민족당에서 활동했으며 1892년 트란실바니아 각서에 서명했다. 이 문서는 트란실바니아에서 루마니아인이 헝가리인과 동등한 권리를 부여할 것, 루마니아인에 대한 헝가리 당국의 박해를 중단할 것, 루마니아인에 대한 헝가리화 정책을 중단할 것을 요구하는 내용을 담고 있다. 1906년에는 오스트리아-헝가리 제국에 연방제를 도입하기 위한 차원에서 대오스트리아 합중국 건설을 제안했다.

## 같이 보기
- 대오스트리아 합중국